# Myrcianthes pungens (O. Berg) D. Legrand
Myrcianthes pungens (O. Berg) D. Legrand Es un árbol pequeño de 10 a 12 m de altura, de follaje perennifolio,  originario de Bolivia, Brasil, Argentina, Uruguay y Paraguay. , perteneciente a la familia de las Mirtáceas. Nombres comunes: ivá  viyú ( guaraní);    en Brasil,  Argentina,  Bolivia,  Paraguay y  Uruguay  se le llama  guaviyú, yguaviyú, ibabiyú, yva viyú e yvá poreí;noroeste argentino se le nombra mato. Otros nombres comunes:arrayán, guabirá, guiti-guili, ibaviyú o mato blanco. 

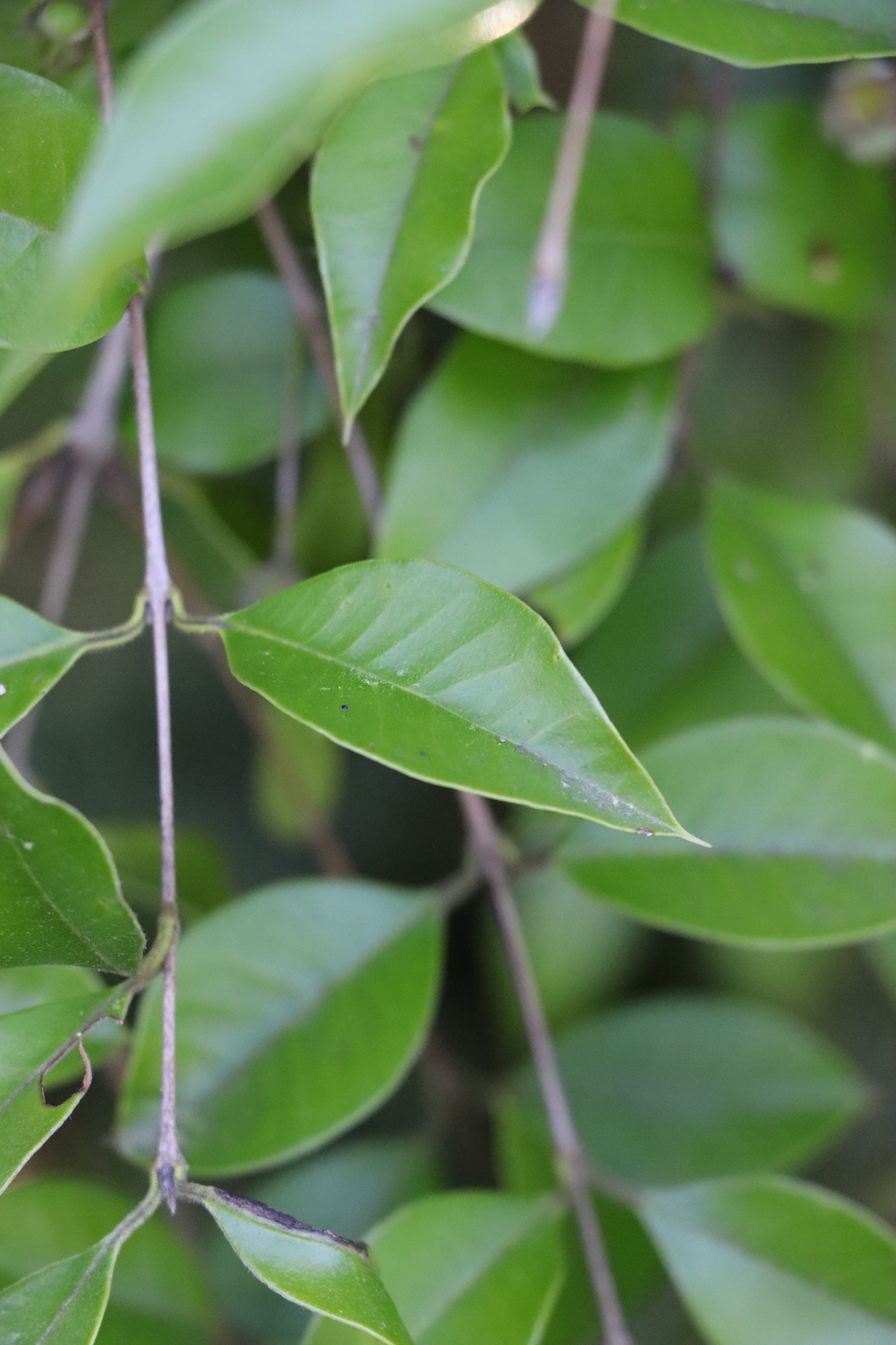
Follaje y hojas en las que se obseva el ápice acuminado.

## Descripción
Es un árbol de mediano porte, hasta 10 -12 m de altura, con una copa no muy compacta, con mucho ramaje pedicelado y pubescente. Las hojas son opuestas, pecioladas, ápice agudo espinescente (semejante a una espina, rasgo que  hace que su determinación sea relativamente fácil),  de 4-7 cm, con color verde fuerte en el haz y más claro en el envés. Tronco que luego ramifica, semiliso,  corteza caediza, lisa, grisácea, algo rojiza.  Sus flores son diminutas, blanquecinas, abundantes y aromáticas. 
Presenta frutos pequeños, globosos, de 1 cm de diámetro, de color morado oscuro cuando alcanzan la madurez, con pulpa dulce y comestible y una semilla grande. Florece de septiembre a octubre y fructifica de noviembre a enero. Se la encuentra en los departamentos paraguayos  de Guaira, Caaguazú, Caazapá y en el de Cordillera.  

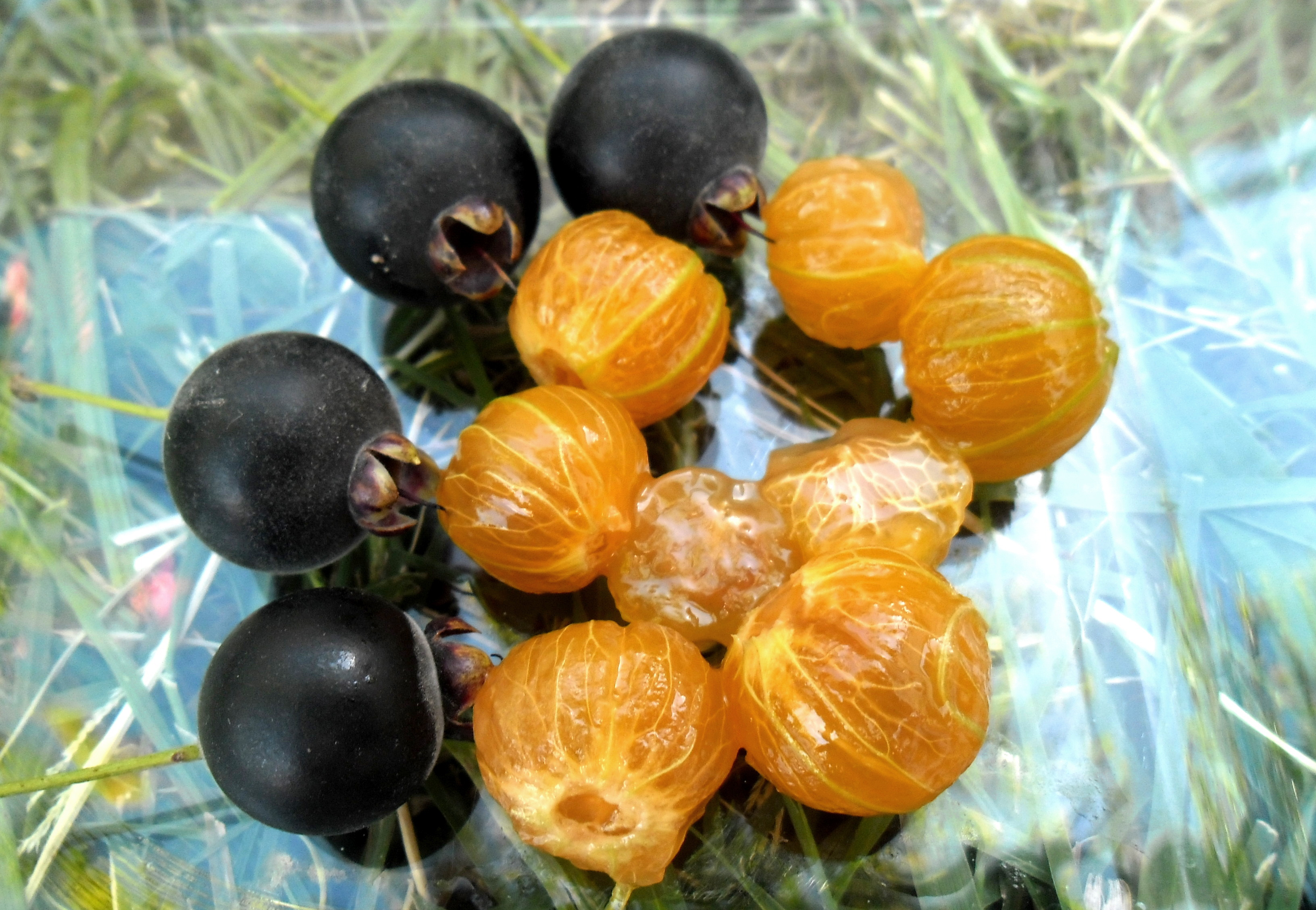
Frutos con y sin piel, mediados de enero de 2014, Provincia de Buenos Aires, Argentina.

## Importancia económica
Se la cultiva como planta ornamental en parques y jardines, podándose como arbusto para cercos vistosos. Las hojas pueden usarse esparcidas en el suelo de zonas donde abundan las moscas, ya que al machacarse liberan una resina que las ahuyenta. 
Con las hojas puede prepararse una infusión de propiedades diuréticas, digestivas y antidiarreicas; el decocto de la corteza en gárgaras se emplea para las anginas y otras afecciones de la garganta.

## Taxonomía
Eugenia pungens fue descrita por O.Berg y publicado en Flora Brasiliensis 14(1): 224. 1857.
Etimología
Eugenia: nombre genérico otorgado en honor del  Príncipe Eugenio de Saboya.
pungens: epíteto latino que significa "con espinas.
Varios expertos consideran que esta especie pertenece al género Myrcianthes.
Sinonimia 
- Myrcianthes pungens (O.Berg) D.Legrand
- Acreugenia pungens (O.Berg) Kausel
- Eugenia ybaviyu Parodi
- Luma pungens (O.Berg) Herter